# Batalla de Abiyán
La batalla de Abiyán fue un enfrentamiento militar decisivo en el contexto de la segunda guerra civil en Costa de Marfil entre las fuerzas leales a Laurent Gbagbo, quien se negaba a abandonar el poder, y los insurgentes de Alassane Ouattara, presidente electo en las elecciones del 28 de noviembre de 2010. La batalla comenzó el 31 de marzo de 2011 cuando se inició el asalto de los insurgentes sobre la antigua capital del país, y terminó el 11 de abril con la captura de Gbagbo y la rendición de las últimas de sus fuerzas. Las fuerzas de paz francesas también intervinieron en la guerra y la batalla a favor del presidente electo.

## Antecedentes
El 31 de octubre de 2010 se celebró la primera vuelta de las elecciones presidenciales marfileñas, pasando a segunda vuelta los dos principales candidatos, el presidente Gbagbo y el líder opositor Ouattara. Este último resultó el ganador de la segunda vuelta ganándose el reconocimiento internacional, sin embargo, Gbagbo se negó a abandonar el poder y el 4 de diciembre, fecha programada para el cambio de mando se volvió pasó a ser el gobernante de facto del país, iniciando una crisis política que fue volviéndose cada vez más violenta.
La guerra civil de Costa de Marfil se inició el 25 de febrero de 2011, cuando se produjo la sublevación de las fuerzas opositoras al gobierno de Gbagbo, estallando combates en el oeste del país, que pronto se extendieron a todo el territorio marfileño. Rápidamente los rebeldes se apoderaron de la mitad septentrional e iniciaron su avance al sur apoyados por las fuerzas de la ONU y Francia que reconocían como solo legítimo presidente a Outtara.
Las fuerzas de Gbagbo lentamente empezaron a desertar y muchos de sus oficiales se exiliaron o se cambiaron de bando. Con las fuerzas del gobierno debilitándose continuamente el avance insurgente hacia el sur se volvió incontenible. El 7 de marzo tomaron Toulépleu, Doké cayo el 12 y Bloléquin el 21, tras intensos combates.
El 28 de marzo los rebeldes anunciaron el inicio de una ofensiva a gran escala en todo el país. Tomando Duékoué y Daloa en el oeste del país, y Bondoukau y Abengourou, en el este, cerca de la frontera con Ghana. El día 30 tomaron Yamoussoukro, capital política del país, y Soubre sin encontrar resistencia. Quedando así abierto el camino hacia la costa. Al día siguiente tomaron el gran puerto de San Pedro.

## La batalla
El día 31 estallaron sangrientos combates en Abiyán, unos 2.000 a 3.000 rebeldes organizados en convoyes que entraron por distintas direcciones en la ciudad. Gbagbo declaró un toque de queda por seis días entre las 21:00 y 06:00 horas.
Las fuerzas de la ONU pasaron a tomar el control del aeropuerto de Abiyán después que las fuerzas de Gbagbo lo abandonaran. Las fuerzas de élite del presidente se atrincheraron en el palacio de gobierno. Las fuerzas de paz internacionales y francesas se apresuraron en controlar varias zonas de la ciudad mientras que tropas aún leales a Gbagbo lanzaron diversos ataques, uno contra la sede la de ONU, y otros contra los convoyes. Ante lo violenta de la situación unos 500 extranjeros buscaron refugio en la base francesa de Port-Bouet, cerca del aeropuerto.
Ouattara hizo un llamamiento a la rendición de las fuerzas leales a Gbagbo, asegurando su seguridad. Muchos de ellos se rindieron sin ofrecer resistencia incluyendo el jefe del Estado Mayor general de Phillippe Mangou, que se refugió en la casa del embajador de Sudáfrica, y el jefe de la policía militar, el general Tiape Kassarate, que desertó al lado de Ouattara. a pesar del lenguaje beligerante de parte de Gbagbo, la mayor parte de sus fuerzas parecen haber decidido no luchar.
Los combates se concentraron en dos puntos del barrio de Cocody, el edificio central de la televisión estatal, que salió del aire en la noche del 31 de marzo, y la residencia de Gbagbo, donde miembros de la Guardia Republicana y estudiantes armados ofrecieron una fuerte resistencia. También se sucedieron enfrentamientos y bombardeos de artillería en los alrededores del palacio presidencial y en el barrio de Treichville, donde la guardia de Gbagbo defendía los principales puentes de la ciudad, y alrededor de la base militar de Agban.
El 2 de abril la encarnizada lucha se centró en la base de Agban y el palacio presidencial. Ese mismo dio el Secretario General de las Naciones Unidas, Ban Ki-moon, instó a Gbagbo a dimitir.
El 4 de abril el personal no militar de la ONU empezó a ser evacuado y cientos de soldados franceses fueron trasportados por aire hasta el aeropuerto de Abiyán. Además helicópteros franceses y de la ONU empezaron a atacar posiciones de las fuerzas de Gbagbo, oficialmente fueron contra su artillería pesada y vehículos blindados aunque testigos señalaron haber visto a dos Mil Mi-24 disparando contra el campamento militar de Akouédo. El general Mangou abandono la casa del embajador sudafricano y se reúne con las fuerzas de Gbagbo.
En las primeras horas del 5 de abril las fuerzas de Ouattara anunciaron la captura del palacio presidencial. El mismo día el general Mangou, jefe militar de las fuerzas de Gbagbo pidió un alto al fuego, tras esto los combates empezaron a cesar. El representante especial de la ONU, Choi Young-jin, declaró que los principales generales de Gbagbo habían desertado y que la guerra estaba cerca de su fin. Se iniciaron negociaciones para la rendición de Gbagbo pero estas fracasaron y al día siguiente las fuerzas de Ouattara iniciaron el asalto a la residencia del presidente de facto.
Fuerzas francesas destruyeron varios vehículos militares pertenecientes a las tropas leales a Laurent Gbagbo, durante una misión en que se rescató al embajador de Japón, Yoshifumi Okamura, durante intensos combates durante la mañana del 7 de abril.
El día 8 los rebeldes continuaron asediando los alrededores de la residencia de Gbagbo mientras que los combates continuaron también en los barrios de Plateau y Cocody. Al siguiente día las fuerzas de Gbagbo lanzaron una contraofensiva, atacaron el Hotel Golf, donde se encontraba Ouattara (siendo rechazados por un ataque de helicópteros de la ONU) y recuperando el control de Plateau y Cocody.
El 10 de abril las fuerzas de la ONU y Francia lanzaron ataques aéreos con Mil Mi-24 y Aérospatiale SA 341 Gazelle causando graves daños principalmente en el palacio presidencial.

## Captura de Gbagbo y fin de la guerra
El 11 de abril las fuerzas de Ouattara irrumpieron en la residencia de Gbagbo y lo arrestaron. El asalto final fue asistido por el uso de helicópteros y vehículos blindados de las fuerzas francesas, pero de la captura real fue hecha por tropas de Ouattara. Gbagbo, sus esposa e hijo y unos 50 miembros de su séquito fueron capturados ilesos y fueron trasladados hasta el Hotel Golf, sede de Ouattara, en donde fueron colocados bajo la guardia de las Naciones Unidas.